# Гальонки (село)
Гальонки — село в Октябрському районі Приморського краю Російської Федерації, адміністративний центр Гальонкінського сільського поселення.

## Географія
Село Гальонки розташоване на автотрасі Уссурійськ — Прикордонний, за 30 км на північ від Уссурійська.
За 3 км на північ села розташована станція ДВЖД Гальонки.
В околицях села розташований військовий аеродром Гальонки.
По східній околиці села протікає річка Слов'янки, по західній — річка Крєстьянка (обидві — ліві притоки річки Раздольна).

## Історія
Село засноване українцями — переселенцями з села Голінка (Голенко, Гальонки) Конотопського повіту Чернігівської губернії в 1892. Раніше датою заснування поселення — швидше, малоправдоподібною, вважався 1880 рік.
Село поступово розбудовувалося по лівому березі Слов'янки. Паралельно йшло розорювання лісових наділів. У 1888 на зібрані населенням гроші була побудована церква. У зв'язку з введенням в дію залізниці Уссурійськ — Гродеково значимість села збільшилася. У 1930 були утворені два колгоспи: імені Рози Люксембург та колгосп ДСДУ, які у 1935 році об'єдналися в колгосп імені Тельмана.
Більшість поселенців підтримувало постійний зв'язок з Україною. 180 осіб села воювали на фронтах Другої світової війни; 80 з них не повернулися.
У 1952 році відкрилася середня школа. У 1961 колгосп імені Тельмана був перетворений в радгосп «Приморський». Зараз це ВАТ «Астро» м'ясо-молочного напрямку.

## Інфраструктура
У селі функціонують середня та восьмирічна школи, медичний пункт та амбулаторія, два клуби і дві бібліотеки, кафе, їдальня, Будинок побуту, консервний завод, цегельний завод, асфальтний завод, поштові відділення.

### Національний склад
Серед жителів трапляються прізвища Лазаренко, Шевченко, Ріпа, що належать до першопоселенців з України із села Голінка Бахмацького району. Також в селі є краєзнавчий музей, у якому відображена українська історія села. Головою Гальонкінского сільського поселення є також виходець з України.

## Вулиці
- 50 років ВЛКСМ
- 50 років Примор'я
- 60 років Жовтня
- Арсеньєва
- Вокзальна
- Калініна
- Карла Маркса
- Колгоспна
- Комарова
- Комсомольська
- Кубанська
- Ленінська
- Молодіжна
- Набережна
- Октябрська
- Першотравнева
- Слов'янська
- Радянська
- Радянський провулок
- Степова
- Хутірська
- Центральна[4]